# Centro di ricerca tedesco sull'intelligenza artificiale
Il Centro di ricerca tedesco sull'intelligenza artificiale, in tedesco Deutsches Forschungszentrum für Künstliche Intelligenz (DFKI), è un istituto di ricerca pubblico-privato tedesco che si occupa di ricerca nel campo dell'intelligenza artificiale.
È membro dell'Istituto europeo per le norme di telecomunicazione (ETSI).

## Storia
Il centro è stato fondato nel 1988 e la sua sede principale è a Kaiserslautern. Le altre sedi sono a Kaiserslautern, Saarbrücken, Brema, Oldenburg e Osnabrück, laboratori a Berlino, Darmstadt e Lubecca, nonché una filiale a Treviri. I campi di studio sono gestione della conoscenza, analisi intelligente dei dati, sistemi ciberfisici, robotica, ambienti di vendita innovativi, informatica per l'economia aziendale, intelligenza integrata, sistemi multiagente, realtà simulata, realtà aumentata, tecnologia per il linguaggio, interfacce utente intelligenti (interfacce uomo-macchina) e sistemi di fabbrica innovativi.
In forza di una ricerca di base, ma orientata agli esiti applicativi, vengono sviluppate funzionalità di prodotto, prototipi e soluzioni brevettabili nel campo delle tecnologie dell'informazione e della comunicazione in 27 aree di ricerca, dieci centri di competenza e otto living lab. I finanziamenti sono forniti da enti pubblici come l'Unione Europea, il Ministero Federale dell'Istruzione e della Ricerca (BMBF), il Ministero Federale dell'Economia e della Protezione del Clima (BMWK), gli stati federali e la Fondazione Tedesca per la Ricerca (DFG), nonché da contratti di sviluppo dell'industria. I progressi dei progetti finanziati con fondi pubblici vengono esaminati due volte l'anno da un gruppo di esperti internazionali (da un comitato di consulenti scientifici).
Oltre al Ministero federale dell'Istruzione e della Ricerca e agli Stati federali della Renania-Palatinato, della Saar, di Brema e della Bassa Sassonia, nel Consiglio di sorveglianza del DFKI sono rappresentate varie aziende tedesche e internazionali.
Ha circa 800 dipendenti e dalla sua nascita ha dato vita a circa 60 aziende spin-off.
Nell'ottobre 2015 Google ha acquistato una partecipazione nella società, diventando il 17º partner industriale.